# Cantón de Beaumetz-lès-Loges
El cantón de Beaumetz-lès-Loges era una división administrativa francesa, que estaba situada en el departamento de Paso de Calais y la región de Norte-Paso de Calais.

## Composición
El cantón estaba formado por veintinueve comunas:
- Adinfer
- Agnez-lès-Duisans
- Bailleulmont
- Bailleulval
- Basseux
- Beaumetz-lès-Loges
- Berles-au-Bois
- Berneville
- Blairville
- Boiry-Sainte-Rictrude
- Boiry-Saint-Martin
- Ficheux
- Fosseux
- Gouves
- Gouy-en-Artois
- Habarcq
- Haute-Avesnes
- Hendecourt-lès-Ransart
- La Cauchie
- La Herlière
- Mercatel
- Monchiet
- Monchy-au-Bois
- Montenescourt
- Ransart
- Rivière
- Simencourt
- Wanquetin
- Warlus

## Supresión del cantón de Beaumetz-lès-Loges
En aplicación del Decreto nº 2014-233 de 24 de febrero de 2014, el cantón de Beaumetz-lès-Loges fue suprimido el 22 de marzo de 2015 y sus 29 comunas pasaron a formar parte; veintisiete del nuevo cantón de Avesnes-le-Comte, una del nuevo cantón de Arras-1 y una del nuevo cantón de Arras-3.